# Cathédrale de Worcester
La cathédrale de Worcester est une cathédrale anglicane située sur les bords de la Severn à Worcester, en Angleterre. Elle est le siège de l'évêché anglican de Worcester. Son nom officiel est « Cathedral Church of Christ and the Blessed Mary the Virgin, of Worcester », soit église cathédrale du Christ et la Très Sainte Vierge Marie, de Worcester.

## Historique
Construite entre 1084 et 1504, la cathédrale de Worcester représente tous les styles de l'architecture anglaise de l'architecture romane normande au gothique perpendiculaire. Elle est célèbre pour sa crypte normande et salle capitulaire unique, ses baies gothiques, ses boiseries et sa tour centrale, particulièrement élaborée.
La façade ouest de la cathédrale apparaît, avec un portrait de Sir Edward Elgar, sur le verso du billet de 20 £, émis par la Banque d'Angleterre entre 1999 et 2007.
Reposent dans la cathédrale : le roi Jean d'Angleterre, qui demandait à y être enterré, Arthur Tudor, frère aîné du roi Henri VIII, et l'homme politique Stanley Baldwin, né à Bewdley, 22 km au nord.

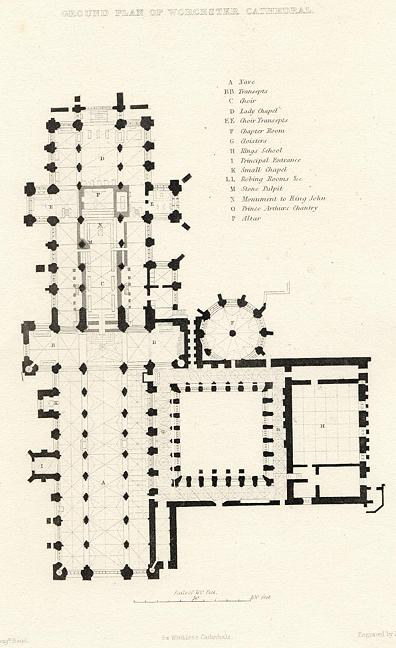
Plan de la cathédrale de Worcester fait en 1836.
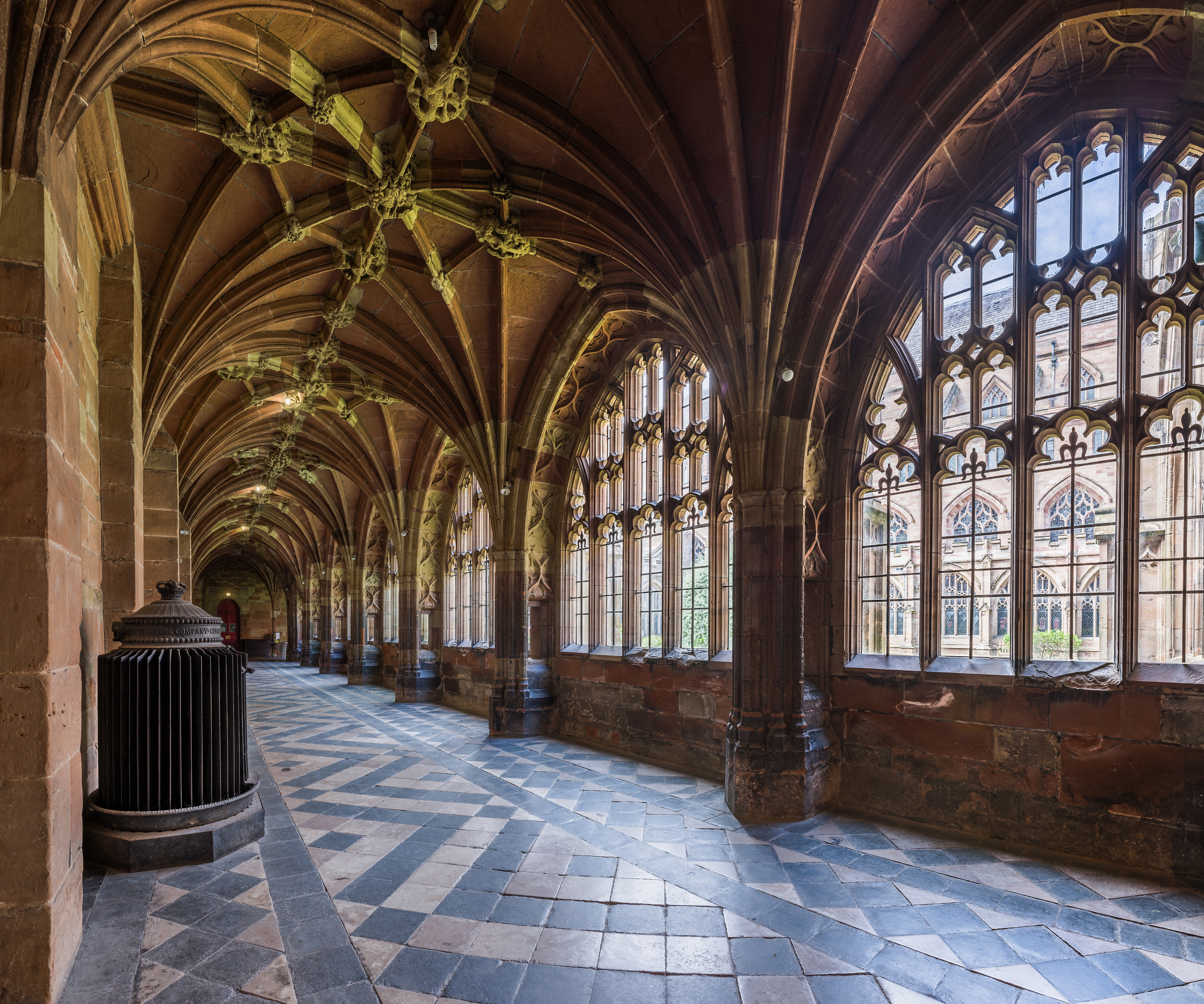
Le cloître médiéval.
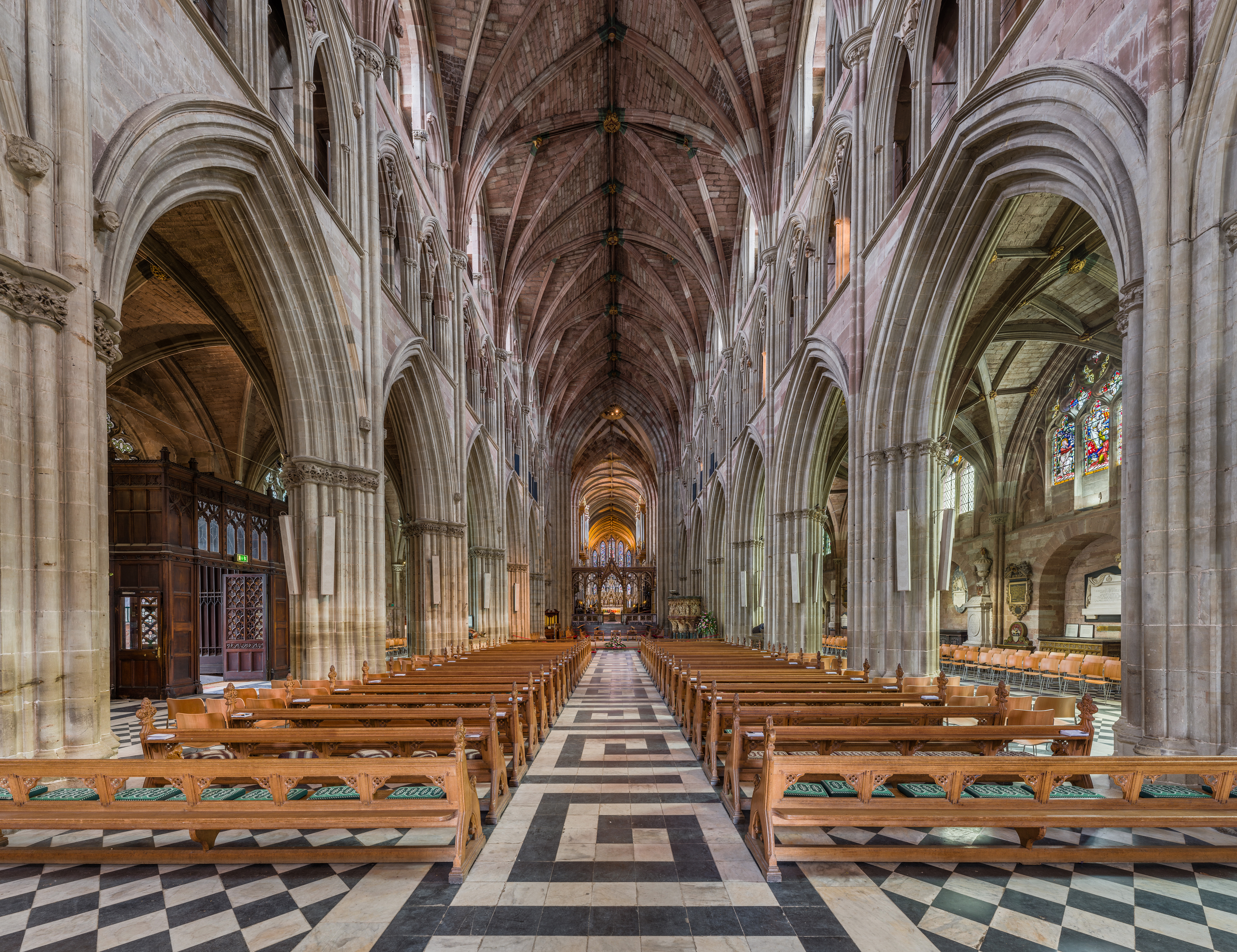
La nef.